# Takafusa Itagaki
Takafusa Itagaki (jap. 板垣隆房, Itagaki Takafusa; * um 1935) ist ein japanischer Badmintonspieler.

## Karriere
Takafusa Itagaki wurde von 1957 bis 1960 vier Mal in Folge japanischer Studentenmeister im Herrendoppel. 1960 war er dort auch im Herreneinzel erfolgreich. 1959 siegte er bei den gesamt-japanischen Titelkämpfen im Einzel.

## Sportliche Erfolge
| Saison | Veranstaltung                | Disziplin    | Platz | Name             |
| ------ | ---------------------------- | ------------ | ----- | ---------------- |
| 1959   | Japan: Einzelmeisterschaften | Herreneinzel | 1     | Takafusa Itagaki |